# Tamás Bognár
Pour les articles homonymes, voir Bognár.
Tamás Bognar, né le 18 novembre 1978, est un arbitre hongrois professionnel de football. Il a été arbitre international pour la FIFA à partir de 2009.

## Biographie
Tamás Bognar est né le 18 novembre 1978. Il a débuté en 1re league en 2006, il est arbitre FIFA depuis 2009.

## Carrière
- Arbitre assistant supplémentaire lors de la finale de la Ligue des champions de l'UEFA 2010-2011
- Éliminatoires de la Coupe du monde de football 2014, zone Europe, groupe C
- Phase de groupes de la Ligue Europa 2015-2016

## Source de la traduction
- (en) Cet article est partiellement ou en totalité issu de l’article de Wikipédia en anglais intitulé « Tamás Bognár » (voir la liste des auteurs).